# Вулиця Гоголя (Мелітополь)
Вулиця Гоголя — вулиця в Мелітополі. Починається тупіком в районі Червона Гірка, закінчується перехрестям з вулицею Осипенко на Мікрорайон.

## Назва
Вулиця названа на честь Миколи Гоголя, російського письменника українського походження.

## Історія
Вулиця згадується 13 березня 1924 року як вулиця Троцького.
С 17 червня 1929 року перейменована на вулицю Гоголя.